# 兒玉秀雄
- 児玉秀雄（新字体）
- 兒玉秀雄（正字体）

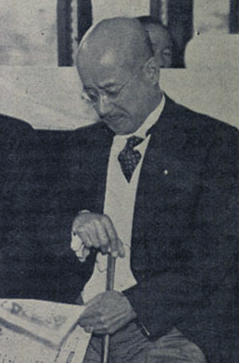
児玉秀雄（1935年）

児玉 秀雄（旧字体：兒玉 秀雄、こだま ひでお、明治9年（1876年）7月19日 - 昭和22年（1947年）4月7日）は、日本の政治家、貴族院議員、官僚、伯爵。

## 経歴
山口県出身で陸軍大将児玉源太郎の嫡男。
千葉県の佐倉英学校（現在の千葉県立佐倉高等学校）から東京府尋常中学校（後に府立一中を経て現在の東京都立日比谷高等学校）入学、同期に渋沢元治など。
旧制第二高等学校を経て、1900年（明治33年）7月、東京帝国大学法科大学政治学科卒業、大蔵省入省。
同年11月、文官高等試験合格。主に理財局や、臨時煙草製造準備局などを経て、1905年（明治38年）2月、大本営御用掛。日露戦争において遼東守備軍司令部付、満洲軍総司令部付を経て、同年9月、煙草専売局事務官兼大蔵書記官に復帰。1906年、父源太郎の死去により子爵、翌年父の功労により伯爵。
その後は朝鮮に渡り、朝鮮総督府総務部会計課長、秘書官、1910年（明治43年）10月、朝鮮総督府総督官房会計局長、兼秘書官、貴族院議員（伯爵議員）、総務局長などを経て、1916年（大正5年）10月からおよそ2年間、内閣書記官長に就任。
その後も、賞勲局総裁、関東長官、1929年（昭和4年）から朝鮮総督府政務総監。
その後は貴族院議員として貴族院研究会にて活躍。教育方面では、父・源太郎も校長を務めた成城学校（現在の成城中学校・高等学校）で第10代校長を務める。
1934年（昭和9年）10月、岡田内閣の拓務大臣、1937年（昭和12年）2月、林内閣の逓信大臣、1940年（昭和15年）1月~7月、米内内閣の内務大臣、1942年（昭和17年）、陸軍軍政最高顧問として第16軍（今村均司令官）軍政下のジャワに赴任、1944年（昭和19年）、小磯内閣の無任所国務大臣、1945年（昭和20年）2月~4月、同内閣で文部大臣就任。戦後、戦争指導政府の閣僚として公職追放中に病没。墓所は多磨霊園(8-1-17-1)

## 栄典
位階
- 1906年（明治39年）8月30日 - 正五位[4]
- 1911年（明治44年）9月11日 - 従四位[5]
- 1916年（大正5年）10月20日 - 正四位[6]
- 1921年（大正10年）10月20日 - 従三位[7]
- 1922年（大正11年）1月20日 - 正三位[8]
- 1931年（昭和6年）2月2日 - 従二位[9]

勲章等
- 1907年（明治40年）10月2日 - 伯爵[10]
- 1911年（明治44年）6月13日 - 勲四等旭日小綬章[11]
- 1912年（大正元年）8月1日 - 韓国併合記念章[12]
- 1915年（大正4年）
  - 1月23日 - 金杯一個[13]
  - 11月7日 - 勲三等瑞宝章
- 1918年（大正7年）9月29日 - 勲二等瑞宝章[14]
- 1921年（大正10年）
  - 5月1日 - 勲一等瑞宝章
  - 7月1日 - 第一回国勢調査記念章[15]
- 1927年（昭和2年）12月17日 - 旭日大綬章[16]
- 1931年（昭和6年）5月1日 - 帝都復興記念章[17]
- 1940年（昭和15年）8月15日 - 紀元二千六百年祝典記念章[18]
- 1945年（昭和20年）1月15日 - 御紋付木杯[19]

外国勲章佩用允許
- 1915年（大正4年）7月30日 - 支那共和国：二等嘉禾章[20]
- 1941年（昭和16年）12月9日
  - 満洲帝国：勲一位景雲章[21]
  - 満洲帝国：建国神廟創建記念章[21]

## 家族・親族
妻は寺内正毅の娘澤子。弟に児玉友雄、義弟に穂積重遠・藤田嗣雄（嗣治の兄で法制史学者）・木戸幸一らがいる。児玉氏も参照。1人娘貞子の夫児玉忠康（広幡忠朝の三男）を婿養子に迎え、2人の間に生まれた映画監督の児玉進は孫に当たる。